# Idotarmonides
Idotarmonides là một chi bọ cánh cứng trong họ 
Elateridae.
Chi này được miêu tả khoa học năm 1985 bởi Agajev.

## Các loài
Các loài trong chi này gồm:
- Idotarmonides anatolicus (Candèze, 1882)
- Idotarmonides bagdadensis (Buysson, 1904)
- Idotarmonides bicolor Platia & Gudenzi, 1999
- Idotarmonides rydhi Platia & Schimmel, 1992